# Firmin Salabert
Pour les articles homonymes, voir Salabert.
Firmin Salabert né à Gaillac (Tarn) le 25 septembre 1811 et mort dans la même ville le 21 juillet 1895 est un peintre français.

## Biographie
Auguste Firmin Salabert naît le 25 septembre 1811 à Gaillac,. Il est le fils de Joseph Salabert, négociant, et de Cécile Rose Cathalo. 
Après des études à l’École des beaux-arts de Toulouse, Firmin Salabert devient l'élève d'Ingres à Paris. Il est l'ami de Gabriel Loppé, un peintre de montagne. 
Le 21 août 1854, il épouse à Annecy Clotilde Dunant, peintre et fille de l'architecte savoyard Prosper Dunant. Son beau-père lui transmettra le goût pour les paysages annéciens, qu'il peindra avec talent. Clotilde et Firmin Salabert s'installent dans un manoir construit dans les anciens jardins du château de Lathuile en Haute-Savoie.
Son neveu, Édouard mais surtout son petit-neveu, Francis Salabert, furent des éditeurs musicaux.
Il meurt le 21 juillet 1895 à Gaillac.
Le musée des Beaux-Arts de Gaillac conserve plusieurs de ses œuvres.

## Œuvres dans les collections publiques

### Dessins
- Gaillac, musée des Beaux-Arts
  - Couple de personnage de théâtre, 1859 ;
  - Maria Malibran.

- Localisation inconnue : Autoportrait, 1837, attribution.

Dessins de ou attribuées à Firmin Salabert
Couple de personnage de théâtre (1859)  Musée des Beaux-Arts de Gaillac
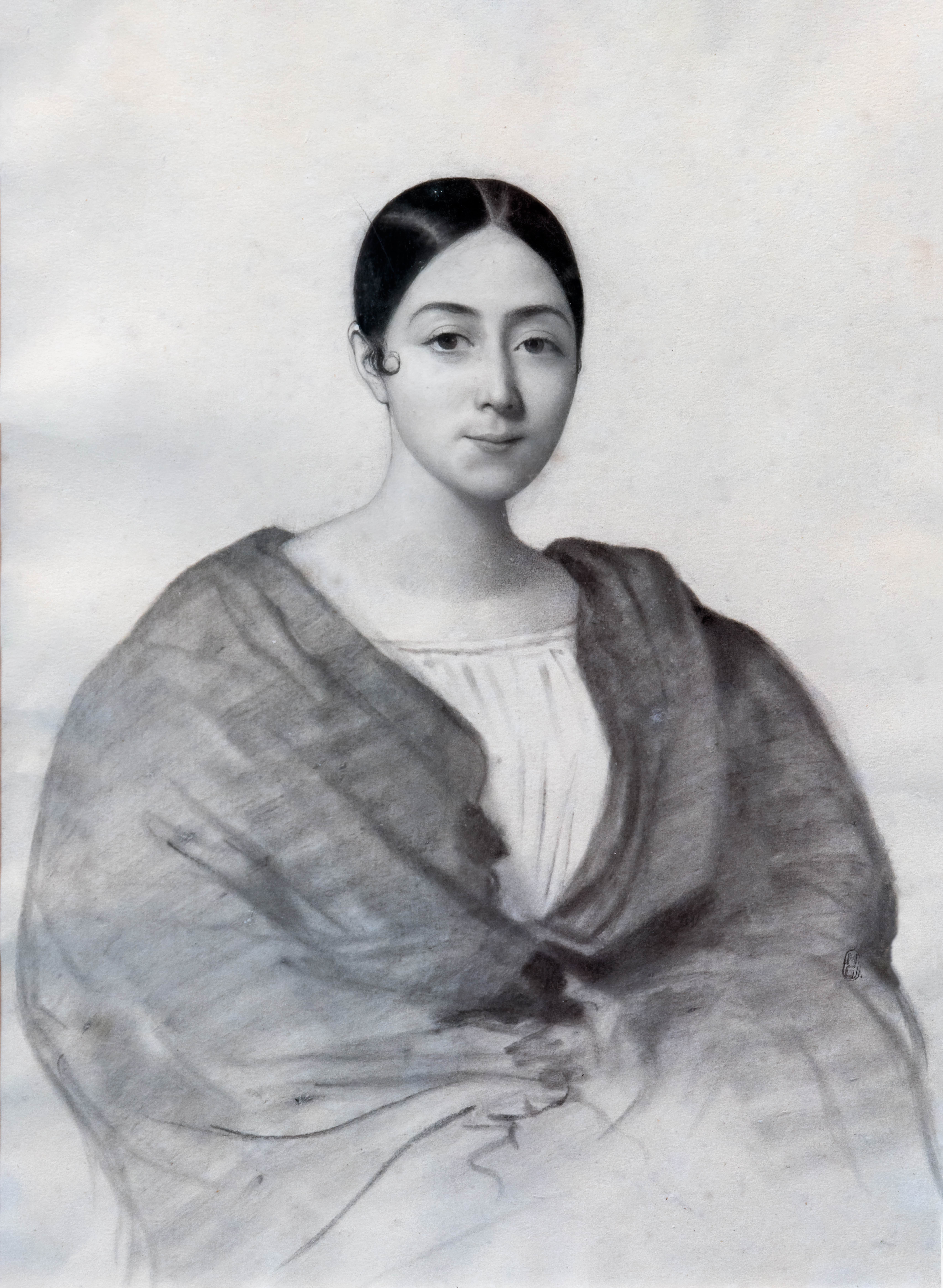
Maria Malibran Musée des Beaux-Arts de Gaillac
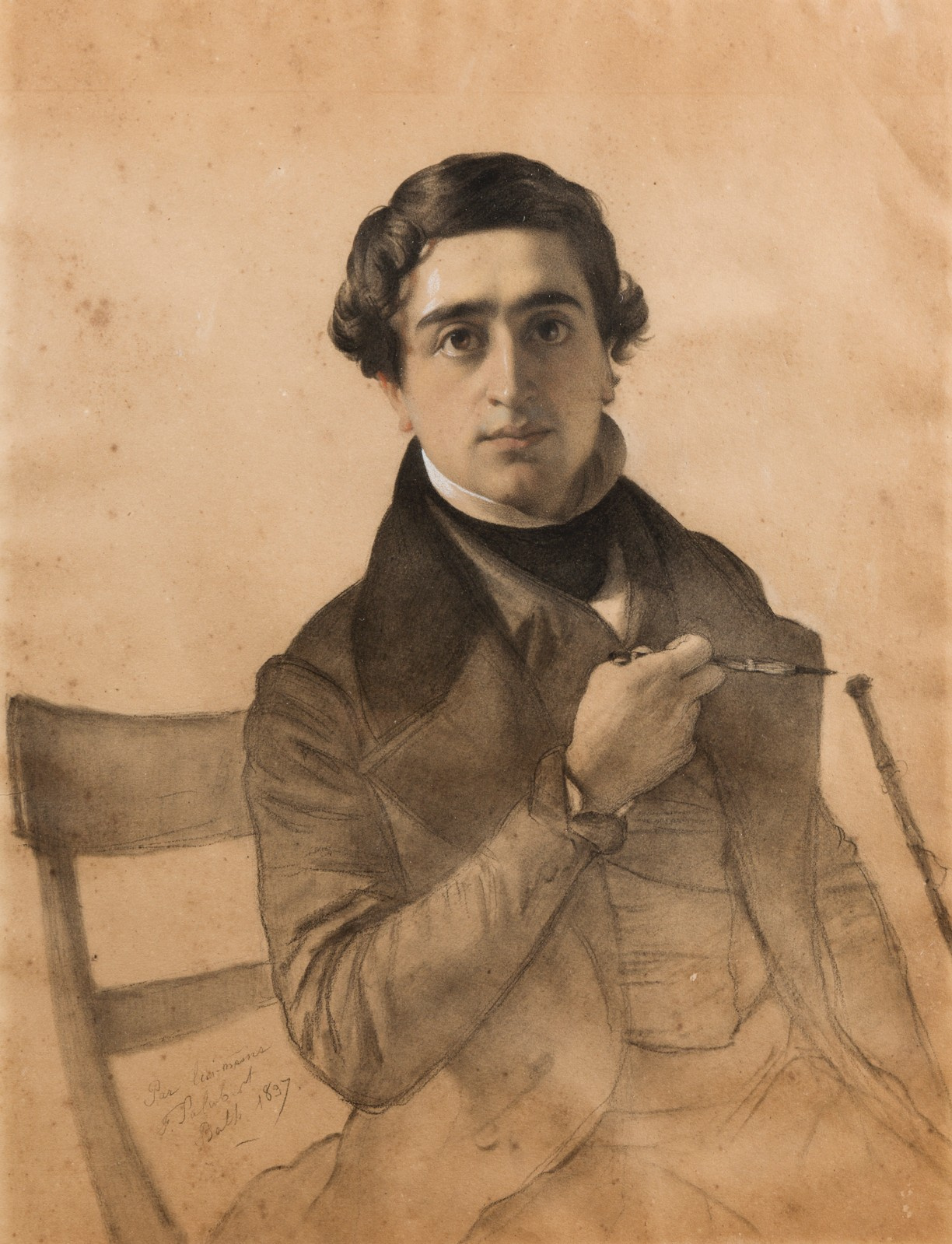
Attribué à Firmin Salabert, Autoportrait (1837), localisation inconnue.

### Peintures
- Annecy, musée-château d'Annecy : Le Lac d'Annecy.

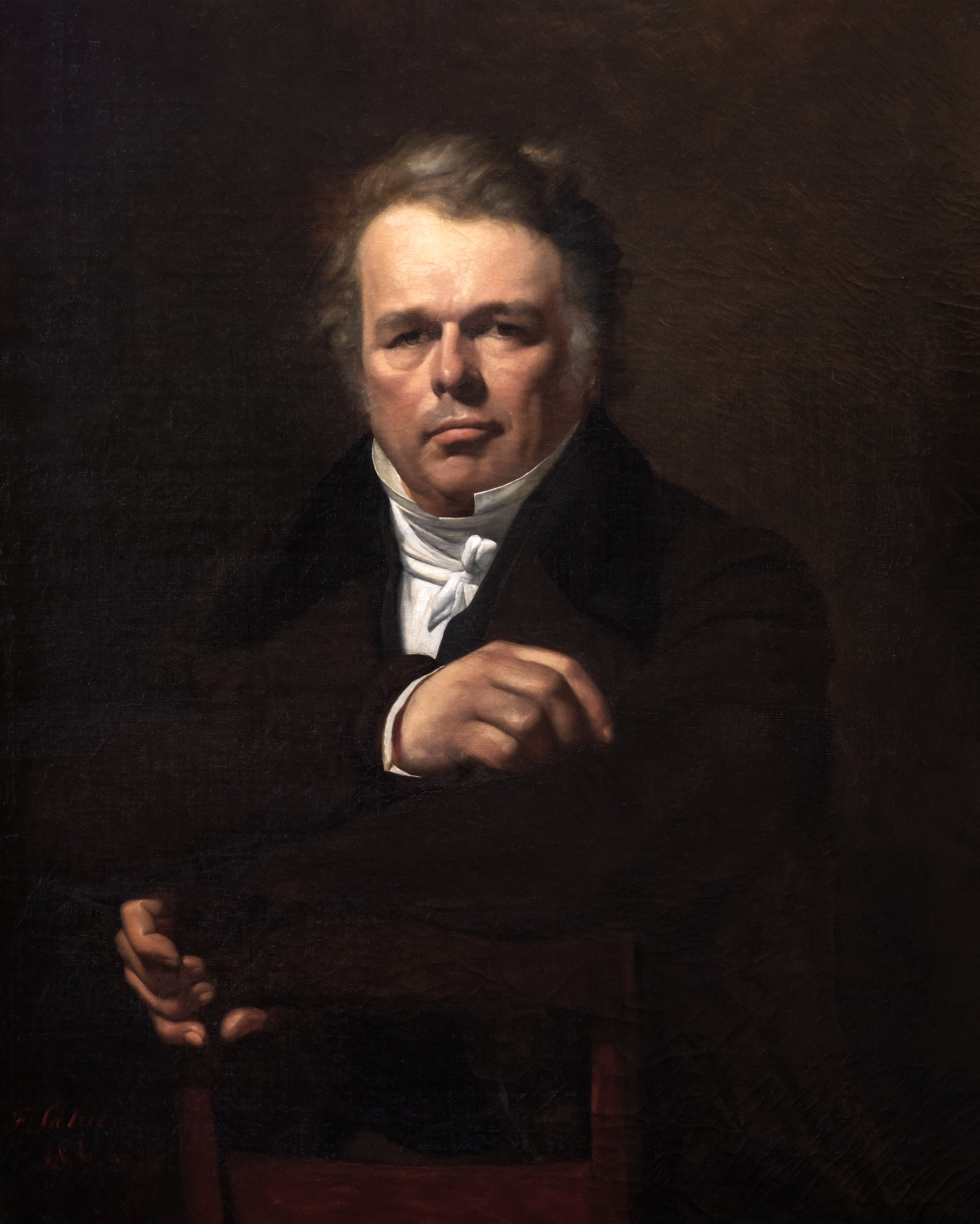
Portrait de Jean Dominique Ingres (1836), musée des Beaux-Arts de Gaillac.
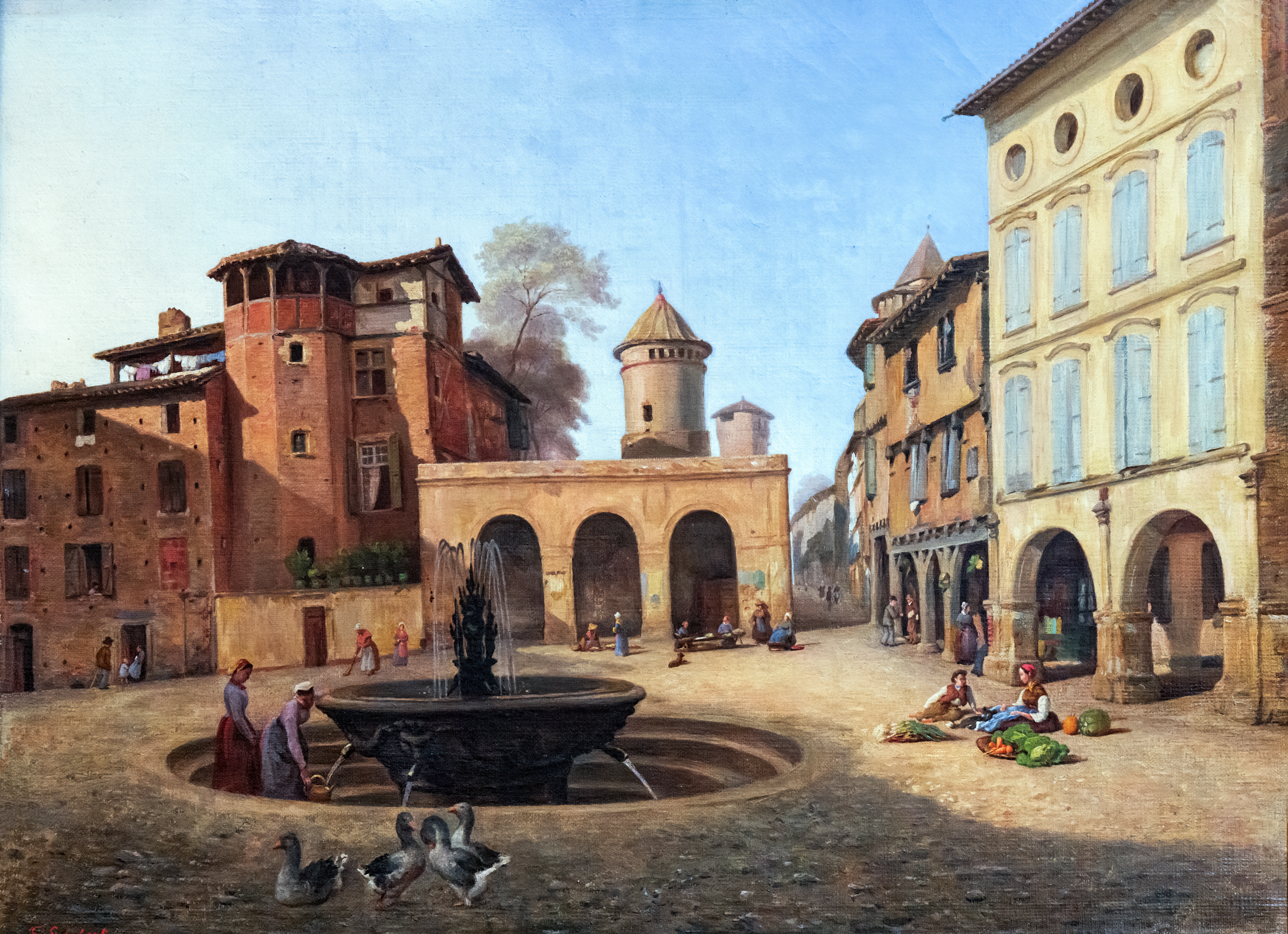
Place de la Fontaine de Gaillac (Griffoul) (vers 1850), musée des Beaux-Arts de Gaillac.
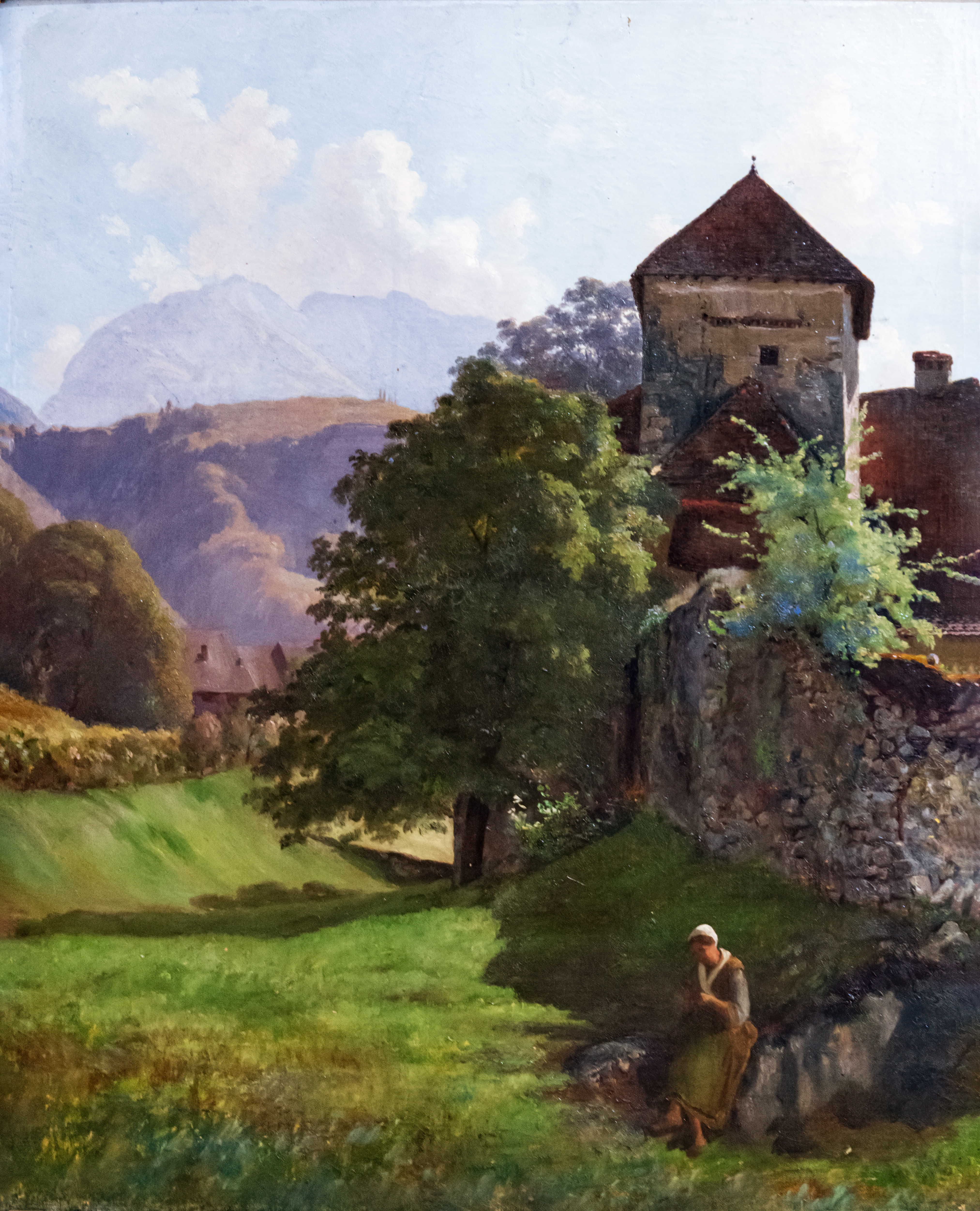
Étude de l'ancienne abbaye des Bénédictins de Talloires, environs d'Annecy (1855), musée des Beaux-Arts de Gaillac.
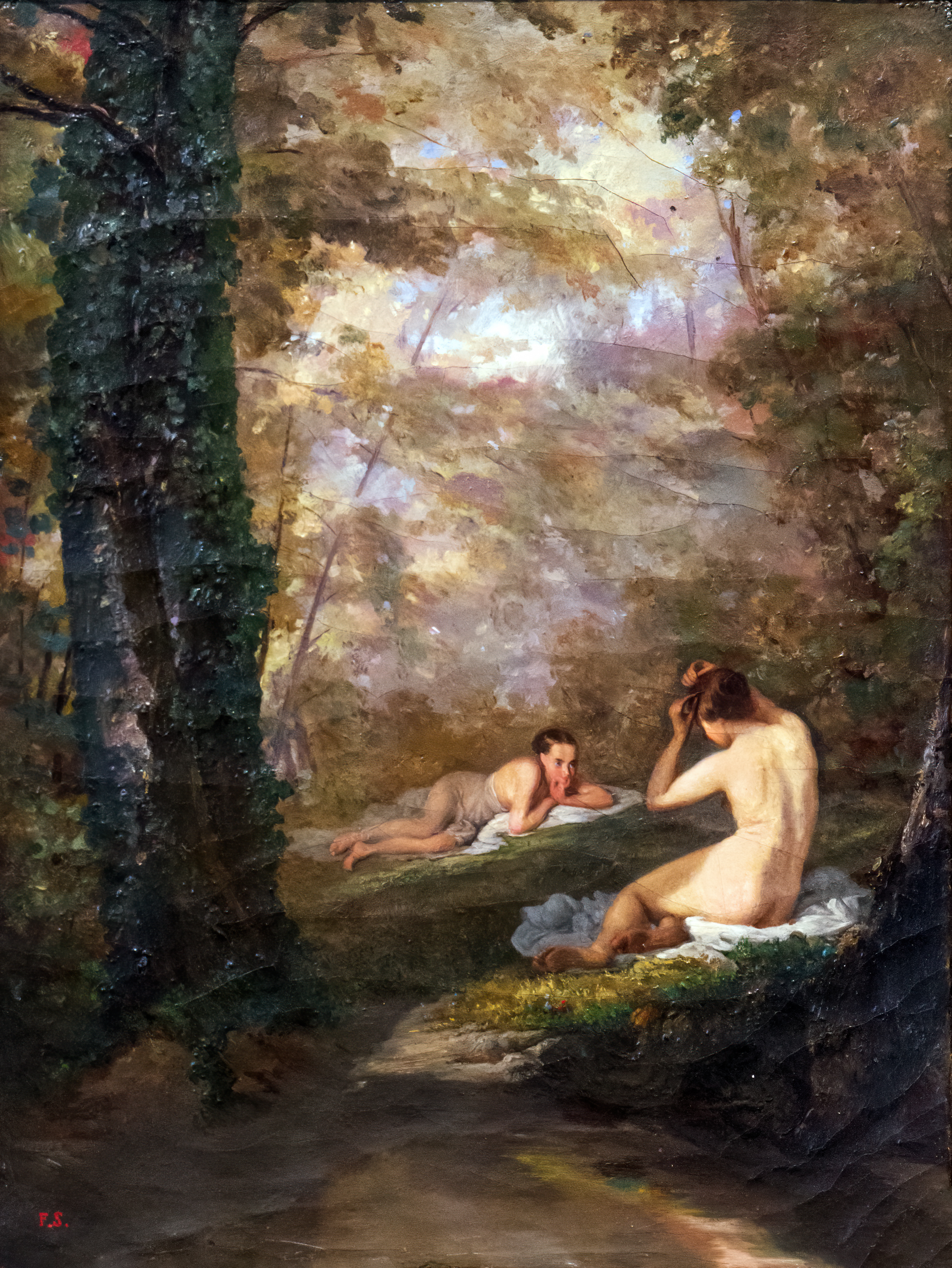
Gaillac, musée des Beaux-Arts :
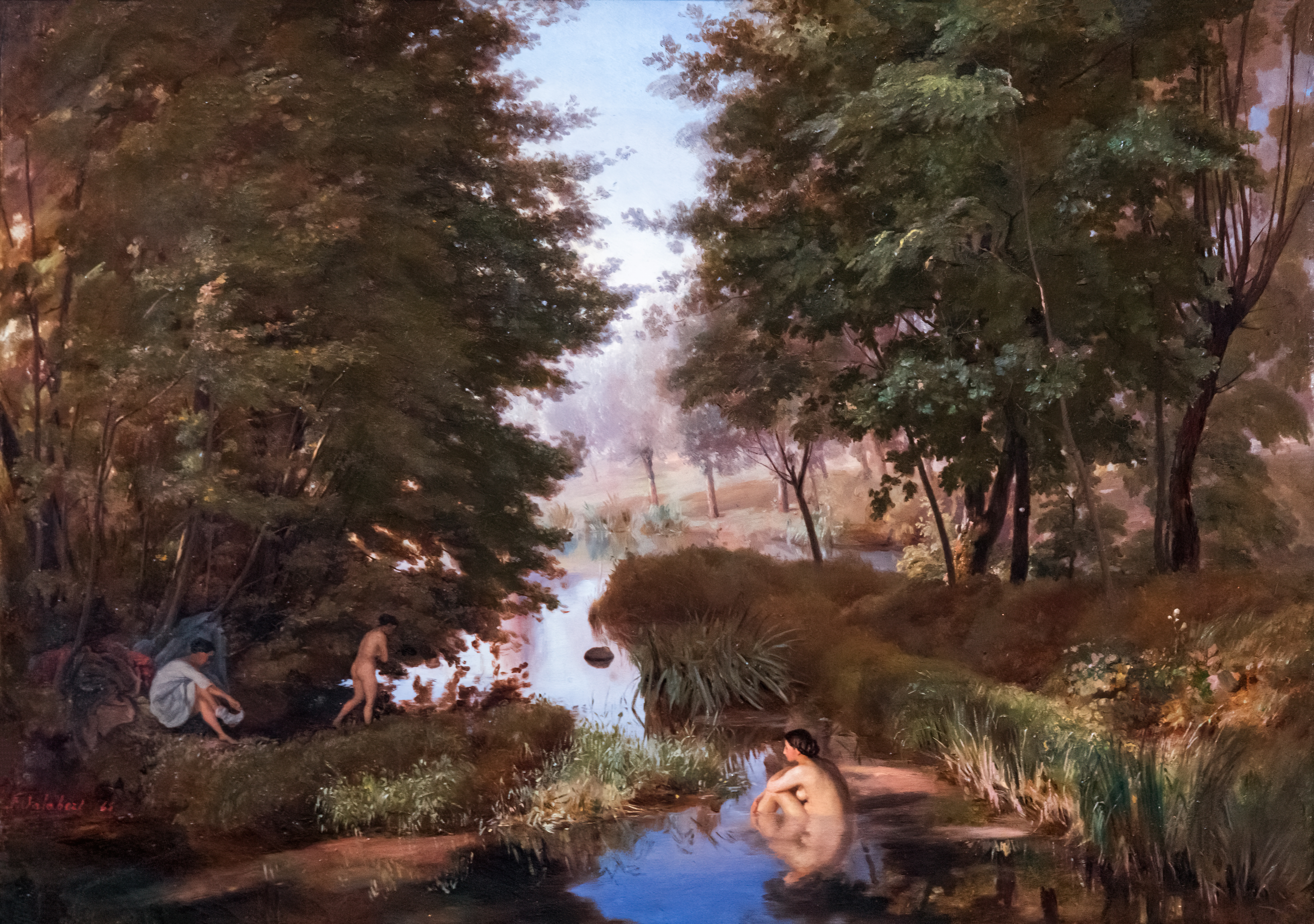
Baigneuses 895.1.134, musée des Beaux-Arts de Gaillac.
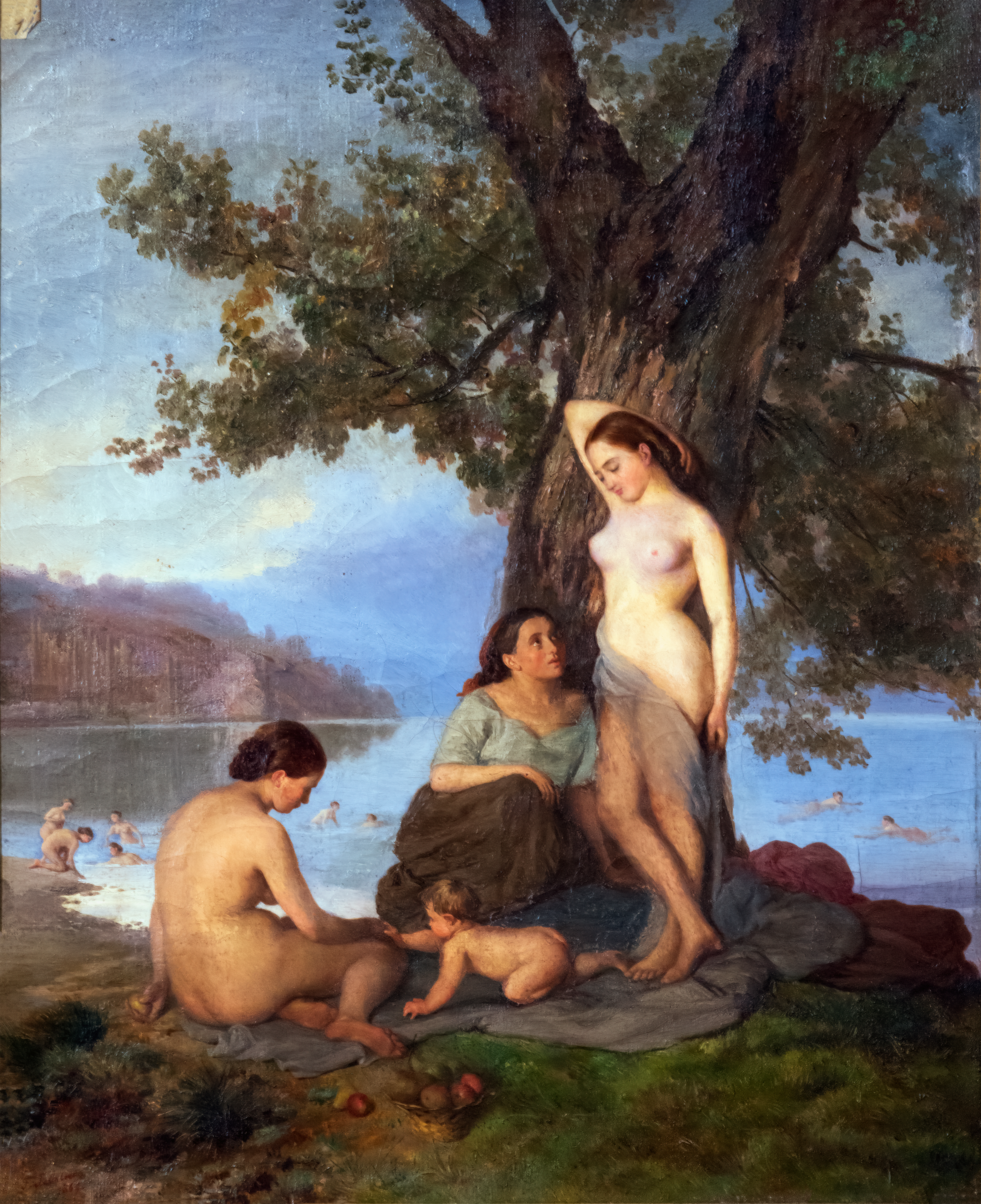
Baigneuses (1867) 895.1.168, musée des Beaux-Arts de Gaillac.
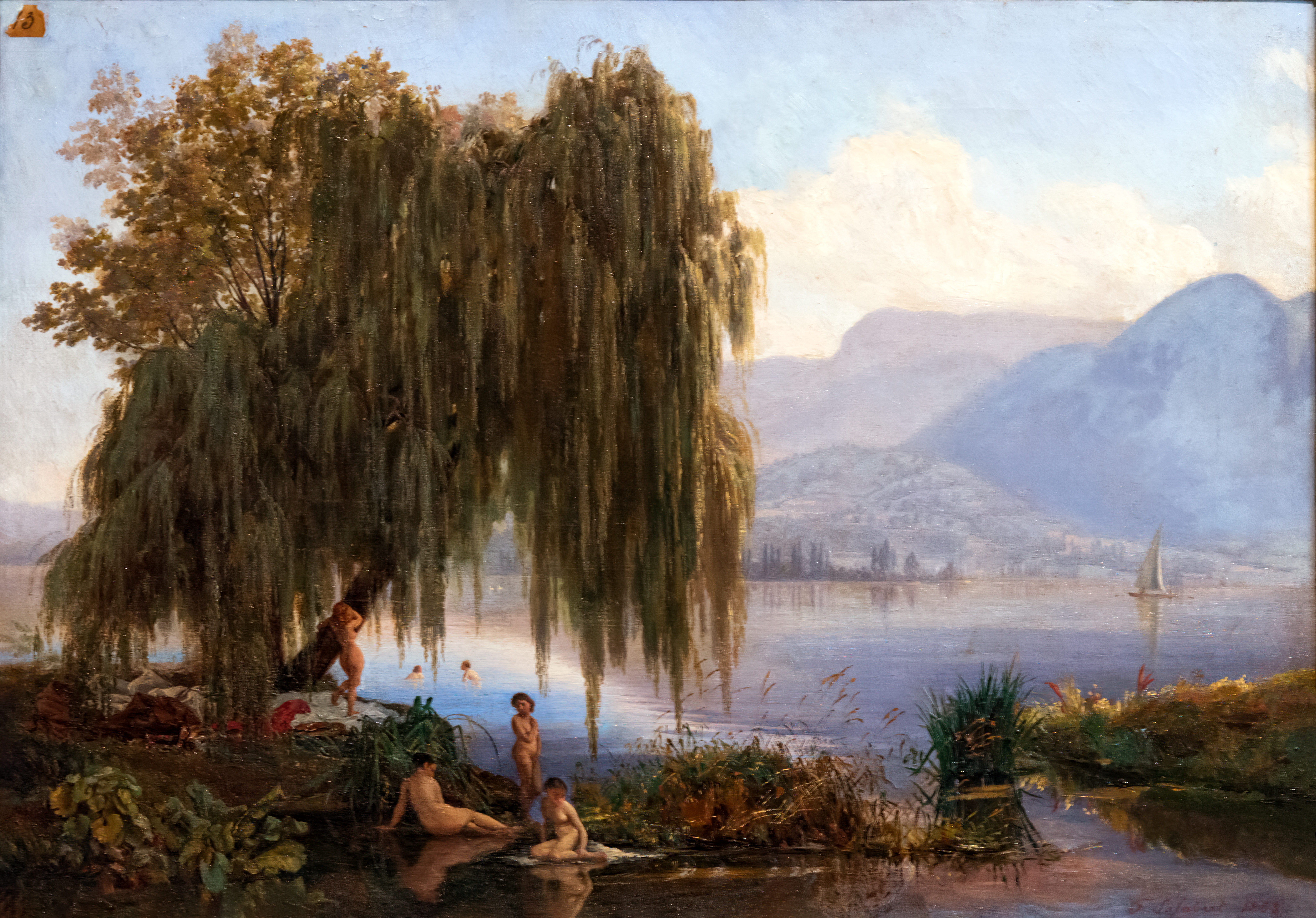
Baigneuse dans le lac d'Annecy (1868), musée des Beaux-Arts de Gaillac.
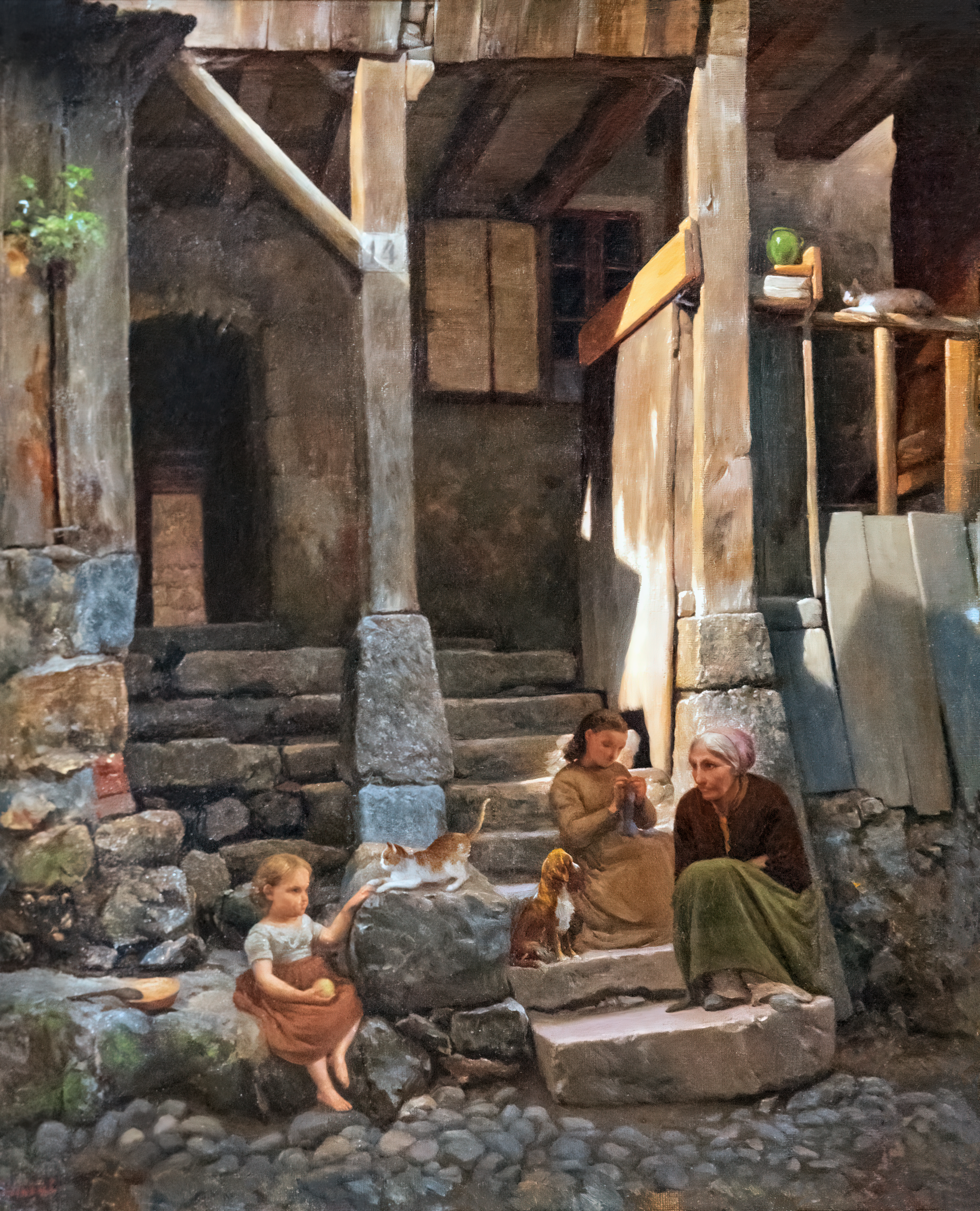
Un ancien portique, Annecy, musée des Beaux-Arts de Gaillac.
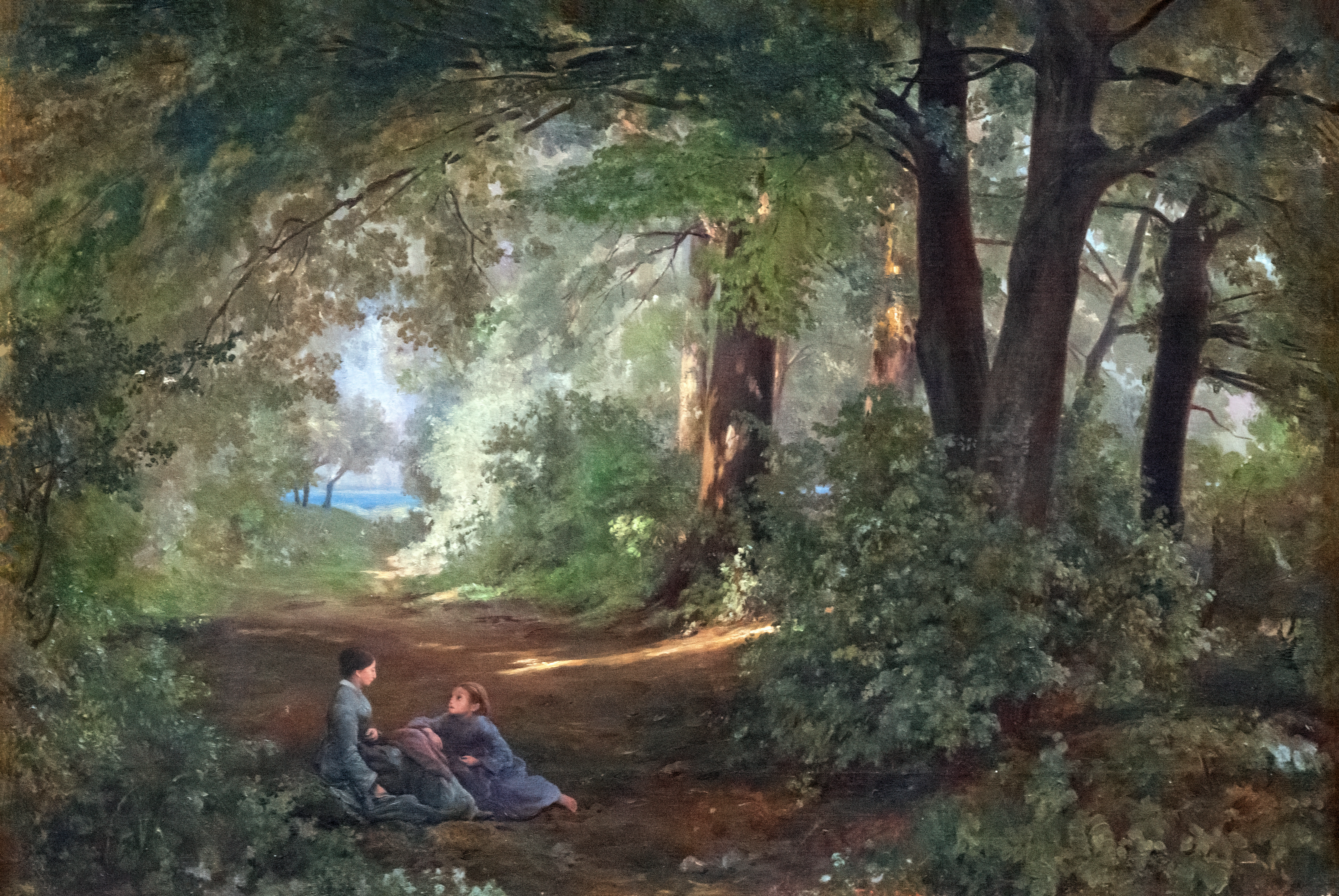
Conversation dans une allée près du lac, musée des Beaux-Arts de Gaillac.
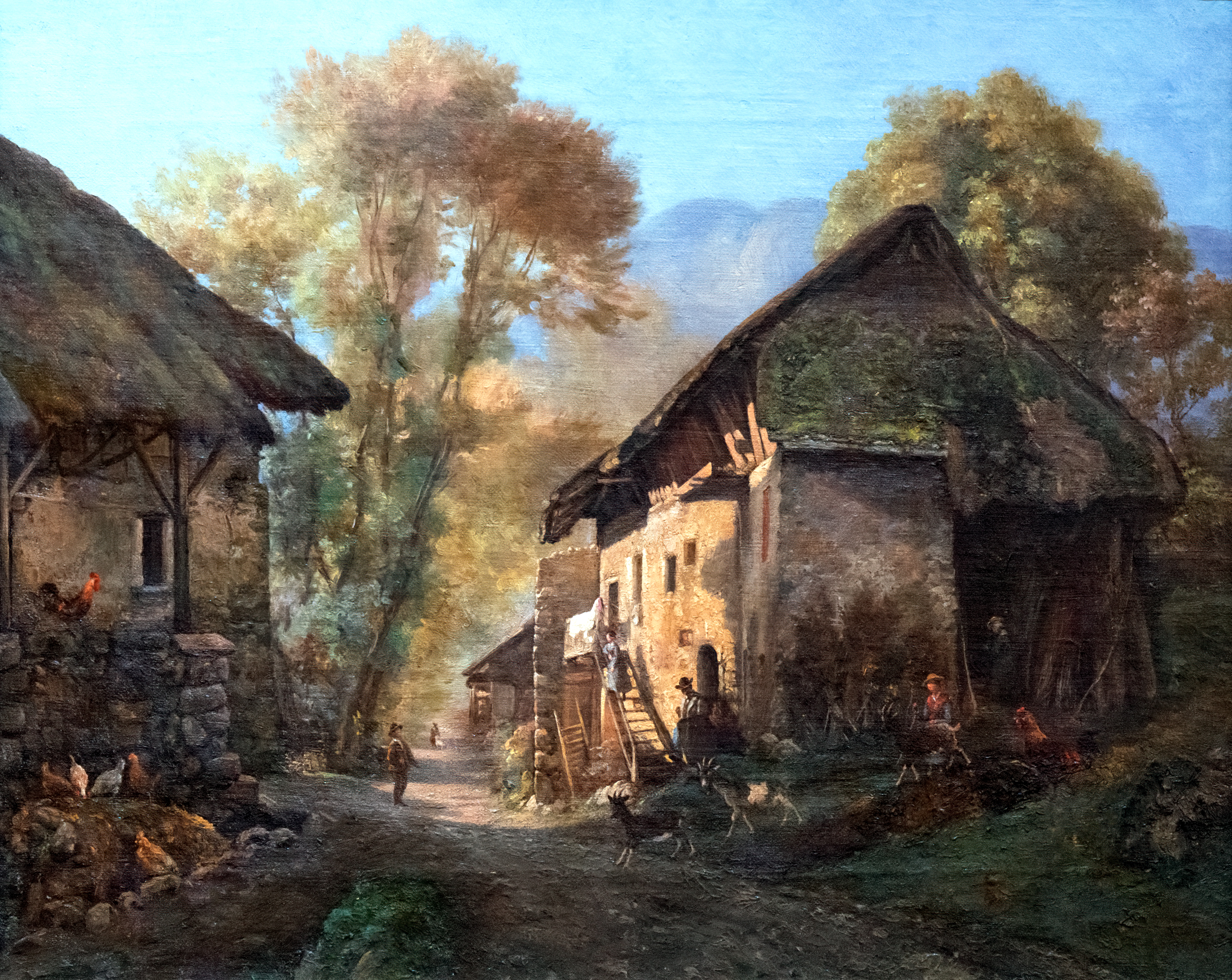
Village du Verthier, vallée de Doussard - Musée des Beaux-Arts de Gaillac
  - Portrait de Jean Dominique Ingres, 1836 ;
  - Autoportrait, 1844, huile sur toile ;
  - Place de la Fontaine de Gaillac (Griffoul), vers 1850, huile sur carton ;
  - Environ du domaine de la Tour, vers 1855, huile sur toile ;
  - Baigneuses, 1865, huile sur toile ;
  - Baigneuses, 1867, huile sur toile ;
  - Baigneuses dans le lac d'Annecy au saule des Marquisats, 1868, huile sur toile ;
  - Étude de l'ancienne abbaye des Bénédictins de Talloires, environs d'Annecy, après 1855, huile sur carton ;
  - Conversation dans une allée près du lac, huile sur toile ;
  - Un ancien portique, Annecy, huile sur toile.
  - Village du Verthier, vallée de Doussard (Haute Savoie)